# Apodemia moedensis
Apodemia moedensis är en fjärilsart som beskrevs av Curtis J.Callaghan 1979. Apodemia moedensis ingår i släktet Apodemia och familjen Riodinidae. Inga underarter finns listade i Catalogue of Life.